# کشش به افراد تراجنسیتی

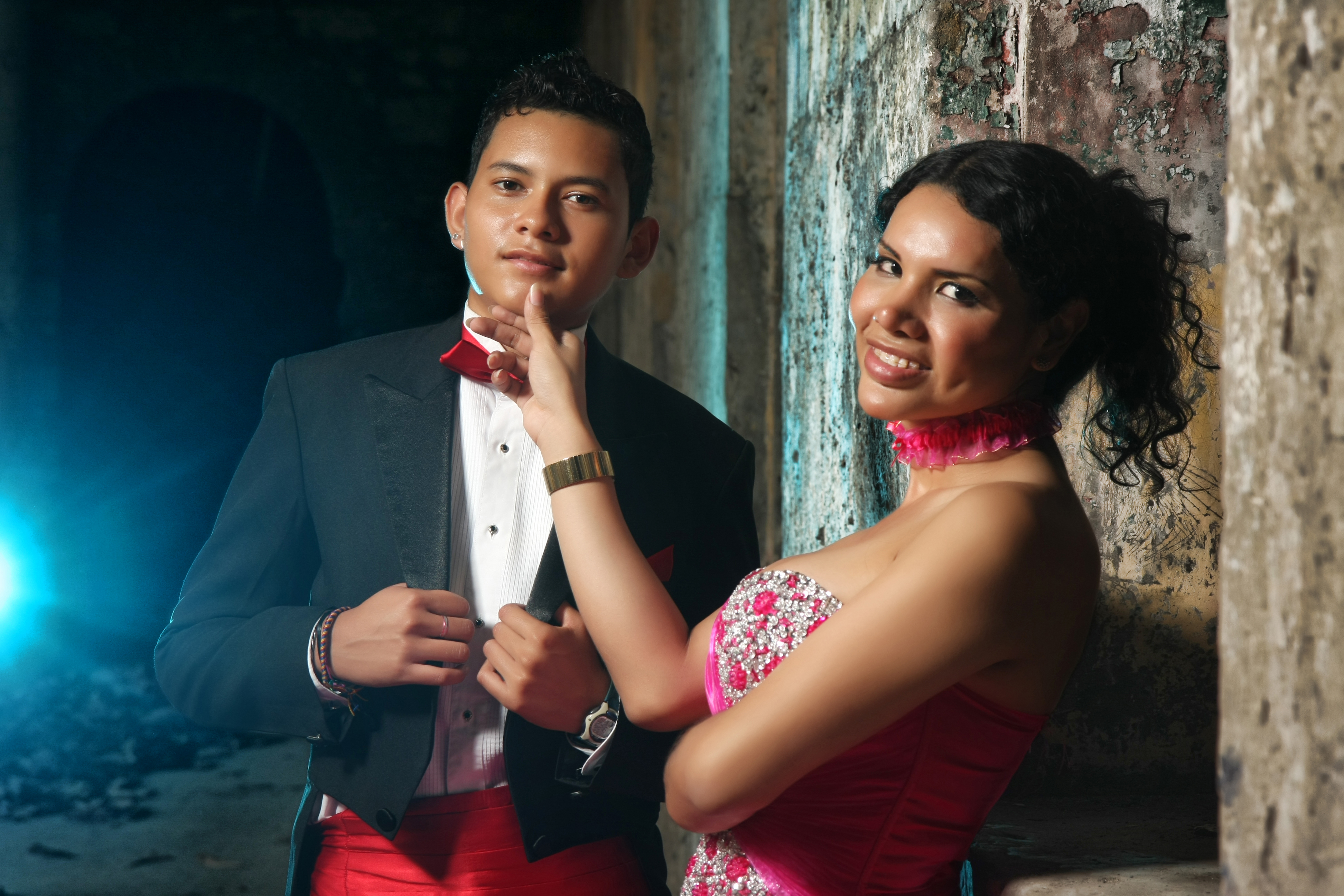
دیان رودریگز زن ترنس و سیاستمدار اکوادوری (راست) با شریک زندگی خود، نیکلاس گوامانکیسپه، یک مرد ترنس (چپ)، ۲۰۱۴

کشش جنسی به افراد ترنس موضوع مطالعات علمی و تفسیرهای اجتماعی بوده است. روانشناسان در مورد جذابیت جنسی نسبت به زنان ترنس، مردان ترنس، افراد ناباینری و ترکیبی از این موارد تحقیق کرده‌اند. انتشارات حوزه مطالعات تراجنسیتی به بررسی جذابیت افراد ترنسجندر برای یکدیگر پرداخته‌اند. افرادی که این جذابیت را نسبت به ترنس‌ها احساس می‌کنند، جاذبه خود را به شکل‌های مختلف نام گذاری می‌کنند.
مردان هم‌سوجنسی که جذب زنان تراجنسیتی می‌شوند، عمدتاً دگرجنس‌گرا و گاهی دوجنس‌گرا هستند، اما به ندرت همجنس‌گرا هستند و حتی ممکن است جاذبه‌شان را به‌عنوان گرایش جنسی خود بدانند و اصطلاحات خود را برای آن ابداع کنند. افراد تراجنسیتی اغلب کشش خود را به افراد تراجنسیتی دیگر ترنس‌برای‌ترنس (به انگلیسی: T4T) می‌نامند و ممکن است آن را هم هویت جنسی و هم نوعی هویت سیاسی بدانند.

## از افراد هم‌سوجنسی

### به طور کلی
یک مطالعه در سال ۲۰۱۹ از ۹۵۸ شرکت‌کننده آنلاین، که اکثراً جوانان در کانادا و ایالات متحده بودند، پرسید که علاقه‌مند به قرار گذاشتن با افرادی از کدام هویت جنسی هستند. در نمونه، ۳٫۳ درصد از مردان دگرجنس‌گرا، ۱٫۸ درصد از زنان دگرجنس‌گرا، ۱۱٫۵ درصد از مردان همجنس‌گرا، ۲۸٫۵ درصد از زنان لزبین، و ۵۱٫۷ درصد از افراد دوجنس‌گرا، دگرجنس‌گرا و ناباینری گزارش داده‌اند که به این کار علاقه دارند. علاقه‌مند به قرار ملاقات با یک فرد تراجنسیتی باشید و بقیه علاقه‌مند نبودند. هم مردان همجنس‌گرا و هم زنان همجنس‌گرا تمایل بیشتری به قرار ملاقات با یک فرد ترنس که جنسیتش با جهت‌گیری آنها همخوانی داشت، داشتند (یعنی مردان همجنس‌گرا تمایل بیشتری به قرار ملاقات با مردان ترنس نسبت به زنان ترنس داشتند و زنان همجنس‌گرا تمایل بیشتری به قرار ملاقات با زنان ترنس نسبت به مردان ترنس داشتند).

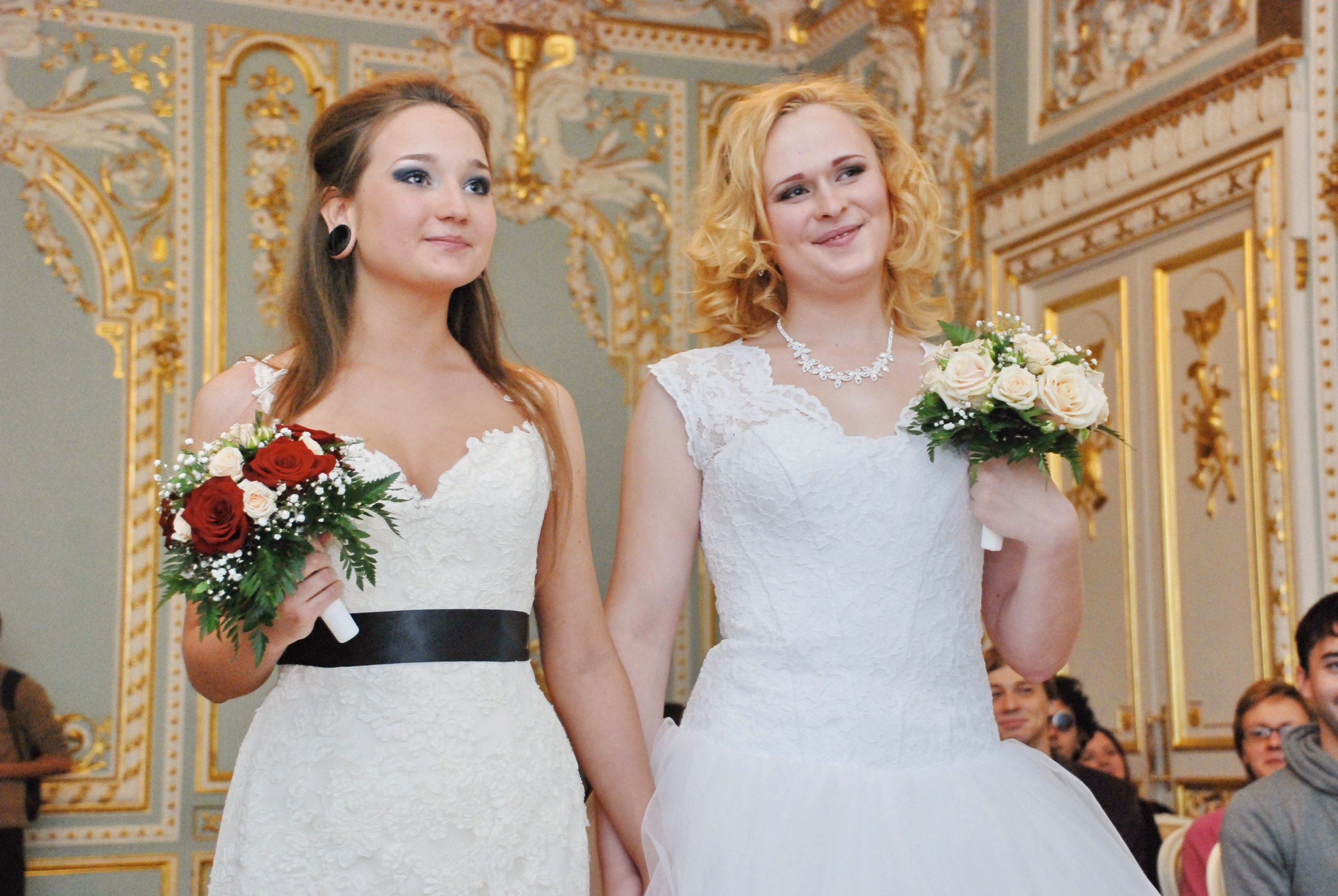
عروسی یک زوج لزبین شامل یک زن ترنس در سن پترزبورگ، روسیه، ۲۰۱۴

### زنان ترنس
مارتین اس. واینبرگ و کالین جی ویلیامز در مطالعه جامعه‌شناختی خود با ۲۶ مردی که از نظر جنسی به زنان ترنس علاقه داشتند مصاحبه کردند. ۱۳ نفر خود را دگرجنس‌گرا معرفی کردند و ۱۳ نفر خود را «دوجنسگرا یا احتمالاً دوجنسگرا» معرفی کردند. نویسندگان معتقدند «این برچسب‌ها علاقه جنسی آنها را فقط به صورت سطحی توصیف می‌کنند»: ۳۷۸ و اشاره کردند که علاقه ابراز شده به زنان ترنس گاهی به عنوان مبنایی برای انکار هویت شخصی مورد استفاده قرار می‌گیرد. به عنوان نمونه، آنها موردی را توصیف کردند که گفته که او «دوجنسگرا» است نه «همجنسگرا» زیرا می‌توانست زنان ترنس را به عنوان زن در نظر بگیرد».: ۳۸۱ 
یک مطالعه در سال ۲۰۱۶ که از پلتیسموگرافی آلت تناسلی استفاده کرد، نشان داد که الگوهای تناسلی و ذهنی برانگیختگی مردانی که به زنان تراجنسیتی که دارای «ویژگی‌های فیزیکی معمول زنانه (مثلاً سینه‌ها) در حالی که کیر خود را دارند» جذب می‌کنند، مشابه الگوهای مردان دگرجنسگرا و متفاوت با مردان همجنسگرا است. این مطالعه نشان داد که این مردان نسبت به محرک‌های زنانه بسیار بیشتر از محرک‌های مردانه تحریک می‌شوند. آنها با هر دو گروه مردان دگرجنسگرا و همجنسگرا تفاوت داشتند، با این حال در نشان دادن برانگیختگی قوی برای محرک‌های زنان ترنس، به اندازه زنان همسوجنسی واکنش نشان دادند. از میان مردانی که جذب زنان ترنس شده بودند، ۴۱٫۷ درصد دوجنسگرا بودند و بقیه به عنوان دگرجنسگرا اعلام هویت می‌کردند.

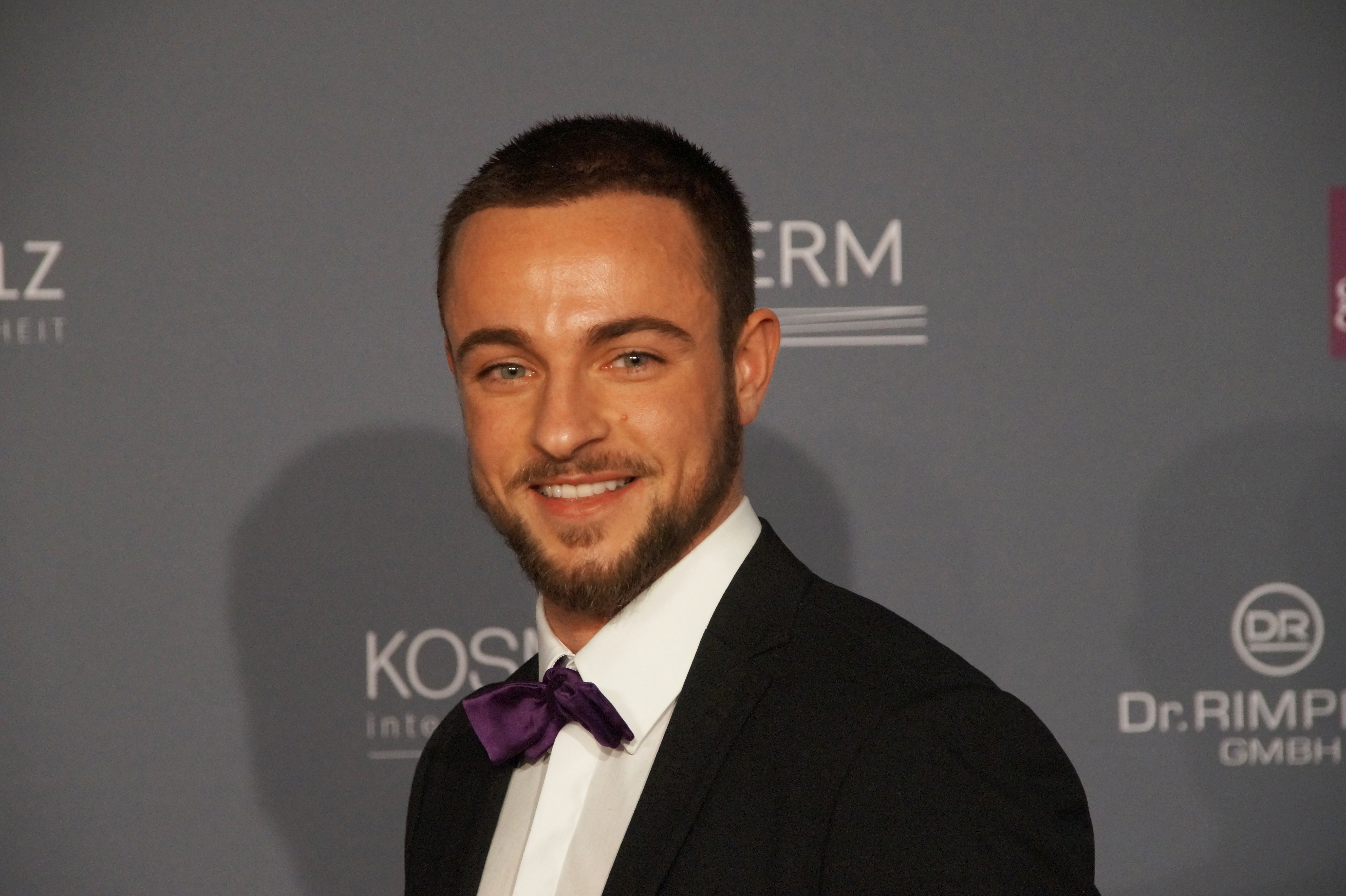
مدل آلمانی ، مردی ترنس که PETA او را استخدام کرد تا تقریباً برهنه برای یک کمپین ضد خز «سکسی» ژست بگیرد.

### مردان ترنس
در سال ۲۰۱۶، راهنمای روان‌شناسی جنسیت و جنسیت پالگریو فقدان تحقیقات در مورد جذابیت مردان ترنس یا افراد FTM ناباینری را توصیف کرد. این به این دلیل است که بسیاری از تحقیقات جنسی اغلب بر «تجارب و دیدگاه‌های مردان دگرجنس‌گرا» متمرکز می‌شوند که عموماً به جای مردان ترنس با زنان ترنس رابطه جنسی دارند.
درک سنتی از لزبین جذابیتی برای مردان ترنس قائل نیست. یک لزبین که شریک زندگی‌اش به یک مرد ترنس تبدیل می‌شود به جای لزبین خود را کوئیر معرفی می‌کند. و به طور مشابه، یک مرد دگرجنس‌گرا که شریک زندگی‌اش به مرد تبدیل می‌شود نیز معمولاً از برچسب کوئیر استفاده می‌کند.
جیمیسون گرین، فعال ترنس می‌نویسد که مردان همجنس‌گرای هم‌سوجنسی که با مردان ترنس شریک می‌شوند، «اغلب غافلگیر می‌شوند که کیر داشتن تعریف مردانگی نیست. متعجب می‌شوند که فقدان آلت تناسلی به معنای فقدان مردانگی، یا جنسیت مردانه نیست».

### واژه‌شناسی
انواع اصطلاحات گاه به گاه برای اشاره به افرادی که جذب افراد تراجنسیتی می‌شوند ایجاد شده. این اصطلاحات عبارتند از جذب ترنس، ترنسگرا، ترنسفان، تحسین‌کننده ترنس، و ترنس‌گیر. اصطلاحات فراعاشق (به انگلیسی: transromantic)، فراعشقی و فراحسی نیز پدیدار شده‌اند، اما کاربرد زیادی نداشته‌اند.
در برخی از متون علمی، اصطلاحات ژیناندرومورفوفیلیک (نام: 'gynandromorphophilia) و ژینامیمتوفیلیک (نام: gynemimetophilia) برای مردانی استفاده می‌شود که جذب زنان ترنس می‌شوند. اصطلاح آندرومیتوفیلیک (نام: andromimetophilia) جذابیت به سوی مردان ترنس را توصیف می‌کند.
اصطلاحات skoliosexual و ceterosexual برای توصیف جذابیت افراد ناباینری استفاده شده‌اند. اصطلاحات همه‌جنس‌گرا و چندجنس‌گرا (و همچنین دوجنس‌گرا) ممکن است برای نشان دادن اینکه افرادی با جنس متفاوت از جمله افراد جذاب برای فرد هستند، استفاده شود.

## از افراد ترنسجندر

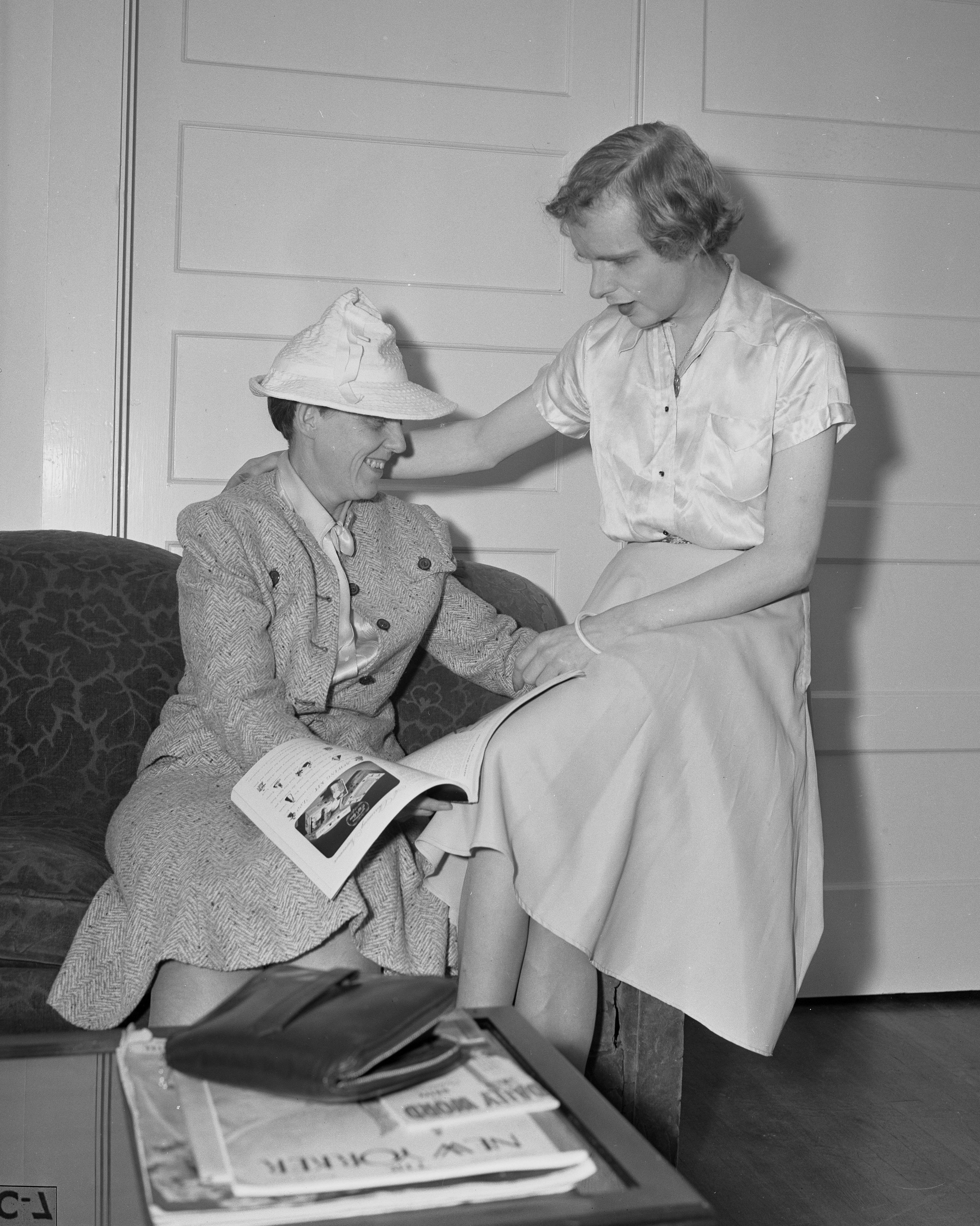
ریچارد ویلکاکس یک مرد تراجنسیتی (سمت چپ)، و باربارا آن ریچاردز یک زن تراجنسیتی (راست). یک زوج متأهل ترنس که در سال ۱۹۴۱ عکس گرفته‌اند.

افراد تراجنسیتی ممکن است جاذبه جنسی و عاشقانه نسبت به سایر افراد تراجنسیتی را تجربه کنند. این جاذبه گاهی «ترنس برای ترنس» یا به اختصار T4T نامیده می‌شود. واژه T4T از نوشته‌های افراد در کرگلیست و تالارهای گفت‌وگویی که افراد تراجنسیتی برای پیدا کردن افراد تراجنسیتی دیگر و رابطه جنسی با آن‌ها استفاده می‌کردند گرفته شده است. اصطلاح دیگری که استفاده می‌شود ترارومانتیک (به انگلیسی: transromantic) است، اگرچه به ندرت استفاده می‌شود.
دلایل مختلفی وجود دارد که چرا افراد تراجنسیتی ممکن است یا حتی ترجیح می‌دهند با افراد تراجنسیتی دیگر قرار بگذارند. برخی از افراد تراجنسیتی به دلیل خشونتی که می‌ترسند از افراد سیسجندر تجربه کنند، دوستی و رابطه جنسی با افراد تراجنسیتی دیگر را ترجیح می‌دهند. برخی دیگر احساس می‌کنند که قرار و رابطه جنسی با افراد تراجنسیتی دیگر به آنها امنیت عاطفی و آزادی می‌دهد تا بدون اینکه دیگران صحت جنسیت آن‌ها را زیر سؤال ببرند، خودشان را از نظر جنسی کشف کنند. دیگران ممکن است به سادگی سایر افراد تراجنسیتی را جذاب‌تر از افراد هم‌سوجنسی بدانند.
با این حال، رابطه افراد ترنس با یکدیگر برای برخی فقط یک اولویت یا یک نوع جذابیت نیست. افرادی چون امیرا لوندی هریس، آرن آیزورا، و ریچل آن ویلیام نیز هویت سیاسی ترنس‌برای‌ترنس را نوعی جدایی‌طلبی می‌دانند که بر حمایت از افراد ترنس‌جندر در مواجهه با جامعه‌ای که علیه آنها تبعیض می‌گذارد تمرکز دارد.
در زمینه روابط ترنس‌مرد با ترنس‌مرد، دینامیک بابایی/پسر می‌تواند بخشی از فرایند تأیید جنسیت باشد، در نتیجه منجر به سرخوشی جنسیتی شود. در سال ۲۰۲۲، فصلنامه مطالعات ترنسجندر این همبستگی را مورد مطالعه قرار داد و ادعا کرد دینامیک پدر/پسر بین افراد ترنس «می‌تواند به عنوان کار جنسیتی خوانده شود؛ کار عاطفی و بین الاذهانی که باعث تولید جنسیت می‌شود».

## مطالعه بیشتر
- تریسی اوکیف، کاترینا فاکس، ویراستاران. افراد ترنس عاشق، روتلج، ۲۰۰۸، شابک ‎۰-۷۸۹۰-۳۵۷۲-۳